# Cernon, Jura
Cernon är en kommun i departementet Jura i regionen Bourgogne-Franche-Comté i östra Frankrike. Kommunen ligger i kantonen Arinthod som tillhör arrondissementet Lons-le-Saunier. År 2022 hade Cernon 234 invånare.

## Befolkningsutveckling
Antalet invånare i kommunen Cernon
Referens:INSEE